# Europese kampioenschappen schaatsen afstanden 2018 - Ploegenachtervolging vrouwen
De ploegenachtervolging voor vrouwen op de Europese kampioenschappen schaatsen 2018 werd gereden op zondag 7 januari in het ijsstadion Kometa in Kolomna, Rusland. Het was de eerste editie van de EK afstanden en de initiële titel ging naar de Nederlandse damesploeg.

## Uitslag
| #      | Land      | Schaatsers                                                   | Tijd    |
| ------ | --------- | ------------------------------------------------------------ | ------- |
| Goud   | Nederland | Lotte van Beek Marrit Leenstra Melissa Wijfje                | 2.59,34 |
| Zilver | Rusland   | Olga Graf Jekaterina Sjichova Natalja Voronina               | 3.01,88 |
| Brons  | Duitsland | Roxanne Dufter Gabriele Hirschbichler Michelle Uhrig         | 3.05,03 |
| 4      | Polen     | Katarzyna Bachleda-Curuś Natalia Czerwonka Katarzyna Woźniak | 3.05,06 |
| 5      | Tsjechië  | Eliška Dřímalová Natálie Kerschbaummayr Nikola Zdráhalová    | 3.19,72 |